# Priolepis farcimen
Priolepis farcimen är en fiskart som först beskrevs av Jordan och Evermann, 1903.  Priolepis farcimen ingår i släktet Priolepis och familjen smörbultsfiskar. Inga underarter finns listade i Catalogue of Life.